# Зубра (притока Дністра)
Зу́бра або Зу́бря — невелика річка в Україні, в межах міста Львова, а також Львівського та Стрийського районів Львівської області.

## Опис
Довжина річки 46 км (за іншими даними — 40 км), площа басейну 242 км². Долина V-подібна, у нижній течії трапецієподібна; там же має спільну долину з річкою Щиркою. Ширина долини від 0,3 до 2 км. Заплава подекуди заболочена. Річище помірно звивисте, завширшки 2—5 м; є перекати. Глибина річки 0,5—1 м. Похил річки 1,96 м/км. Є ставки.

## Розташування
Зубра бере свій початок із джерела неподалік сучасної Церкви Різдва Пресвятої Богородиці на Сихові у Львові. Тече переважно на південь, ближче до гирла — на захід, у пригирловій частині знову тече на південь. Впадає у Дністер між селами Устя і Розвадів. Протікає в межах Львівського плато і Львівського Опілля.

## Екологічний стан
У 1950-х рр. на цій річці (між Боднарівкою та Сиховом) було створено Піонерське озеро із зоною відпочинку. Однак через забрудненість водойму було незабаром спущено і на її місці тепер болото.
У межах Львова річка є сильно забрудненою, хоча ще на початку 1990-их була популярним місцем відпочинку.